# Aveloso
Aveloso ist eine Gemeinde (Freguesia) im portugiesischen Kreis Mêda. In ihr leben 184 Einwohner (Stand 19. April 2021).